# Chefa Alonso
Chefa Alonso (La Coruña) es una compositora, saxofonista y percusionista española, que centra su actividad en la improvisación.

## Biografía
Estudió medicina y música. Es doctora en improvisación libre y composición en Brunel University (2007). Ha participado en festivales de free jazz e improvisación en Alemania, Austria, Brasil, Francia, España, Inglaterra, México y Suiza. Es parte de los grupos Sin Red, cuarteto de improvisación libre, Uz, trío de vientos, Akafree y el dúo con el pianista Alberto Kaul. Forma parte de las orquestas de improvisación LIO (London Improvisers Orchestra), Orquesta FOCO (Orquesta de Improvisadores de Madrid) y OMEGA (Orquesta de Música Espontánea de Galicia).

## Discografía
- Uz: tres tubos, con Miguel Bestard y Marcos Monge. Clamshell Records. 2012
- El azar fiable, con Albert Kaul (piano). 2011
- Aguacero, Sin Red (Víctor M. Diez, Cova Villegas e Ildefonso Rodríguez). 2010
- El ojo del huracán, en dúo con el pianista alemán Albert Kaul. 2010. Alg-a
- John Russel, dúo. Emanem. Londres. 2007
- Sin Red 2005. Sound Deluxe Producciones.
- Freedom of the city 2006. Emanem. Londres
- Freedom of the city 2005, con la LIO (London Improvisers Orchestra).

## Obras
- Improvisación libre : la composición en movimiento (Dos acordes, 2008, ISBN 978-84-933880-4-1)[1]